# Гебхардт, Эдуард фон
Франц Карл Эдуард фон Гебхардт (нем. Franz Karl Eduard von Gebhardt; 13 июня 1838, Ярва-Яани, Эстляндская губерния, Российская империя (ныне Эстония) — 3 февраля 1925, Дюссельдорф) — немецкий художник, исторический живописец, педагог, профессор Дюссельдорфской академии художеств. Член академий художеств Антверпенa, Берлина, Брюсселя, Мюнхена и Вены.

## Биография
Прибалтийский немец; сын протестантского священника. Художественное образование получил в императорской Академии художеств в Санкт-Петербурге (1855—1858).
В 1860 году продолжил учёбу в Дюссельдорфской академии художеств под руководством Вильгельма Зона. Поселился в Дюссельдорфе.
В 1873 году стал профессором Дюссельдорфской академии, среди его известных учеников были Александр Бауман, Антс Лайкмаа, Кристьян Рауд, Пауль Рауд, Антон Редершайдт, Гуго Фогель и другие.
Был награжден золотыми медалями на выставках в Берлине, Дрездене, Мюнхене, Вене и Париже.
Франц Карл Эдуард фон Гебхардт умер 3 февраля 1925 года в Дюссельдорфе и был похоронен на Северном кладбище города.

## Творчество
Автор ряда картин на мифологические, исторические и библейские сюжеты. Работал в качестве портретиста. Отличительной чертой творчества Эдуарда фон Гебхардта являются образы, проникнутые глубокими и мощными эмоциями, духовное напряжение, особенно в картинах на религиозные темы. Гебхардт часто посещал Эстонию, где создал галерею выразительных образов эстонских крестьян.

## Избранные полотна
- «Христос на кресте» (1866, Собор Святой Марии, Таллин)
- «Тайная вечеря» (1870, Национальная галерея Берлина)
- «Распятие» (1873, Гамбургский кунстхалле)
- «Вознесение Христа» (1881, Национальная галерея Берлина)
- «Забота о Теле Христовом» (1883, Дрезденская галерея)
- «Яков и Ангел» (1893, Дрезденская галерея)
- «Христос и богатый молодой человек» (1892, Кунстхалле Дюссельдорфа)
- «Нагорная проповедь» (1893, Дюссельдорфская картинная галерея)
- «Исцеление парализованной» (1895, Вроцлавский музей)
- «Христос на воде» (1902)

## Галерея

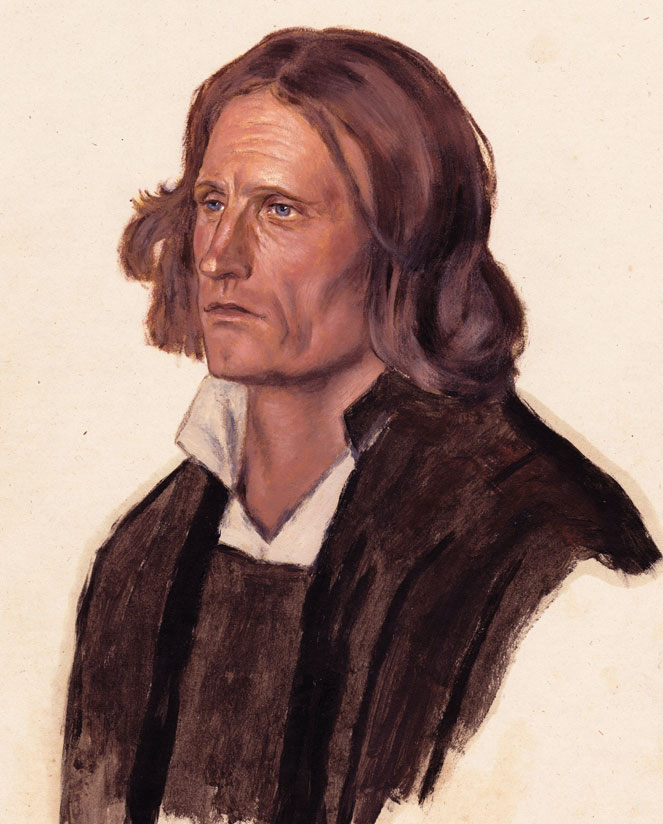
Эстонский крестьянин (1867)
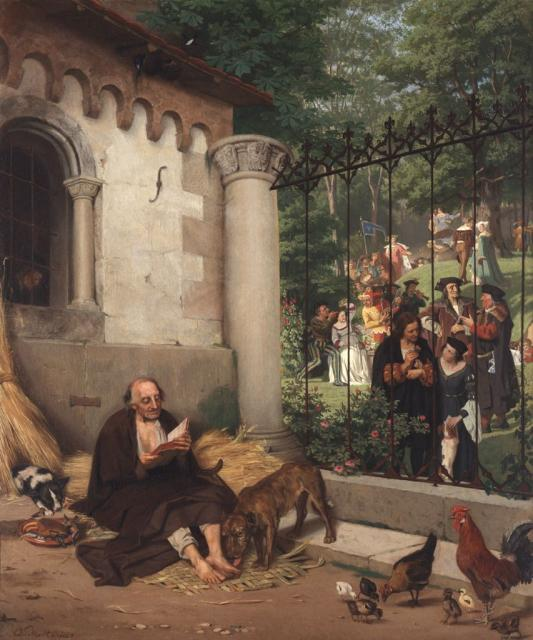
Богач и Лазарь (1865)
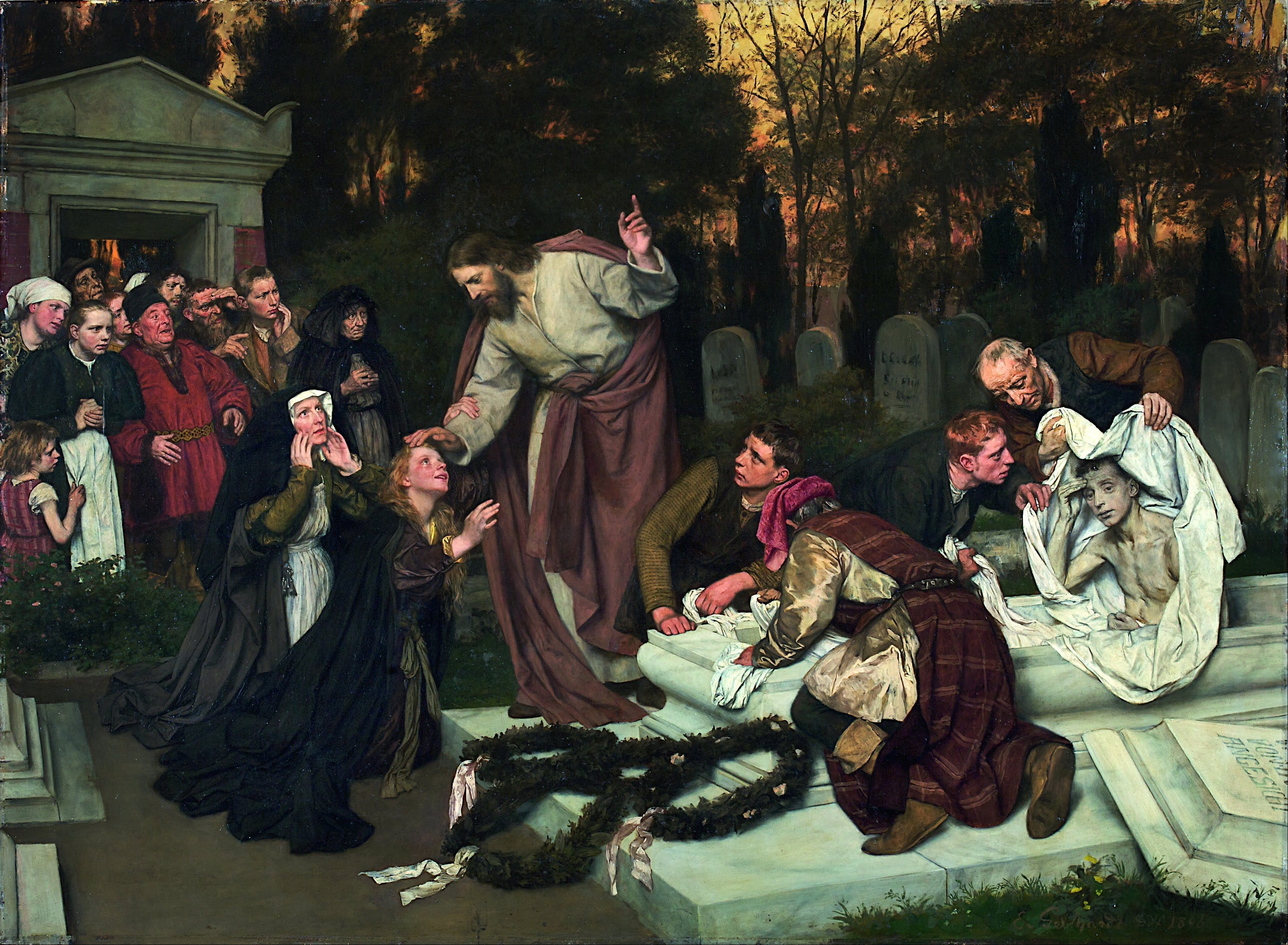
Воскрешение Лазаря (1896)
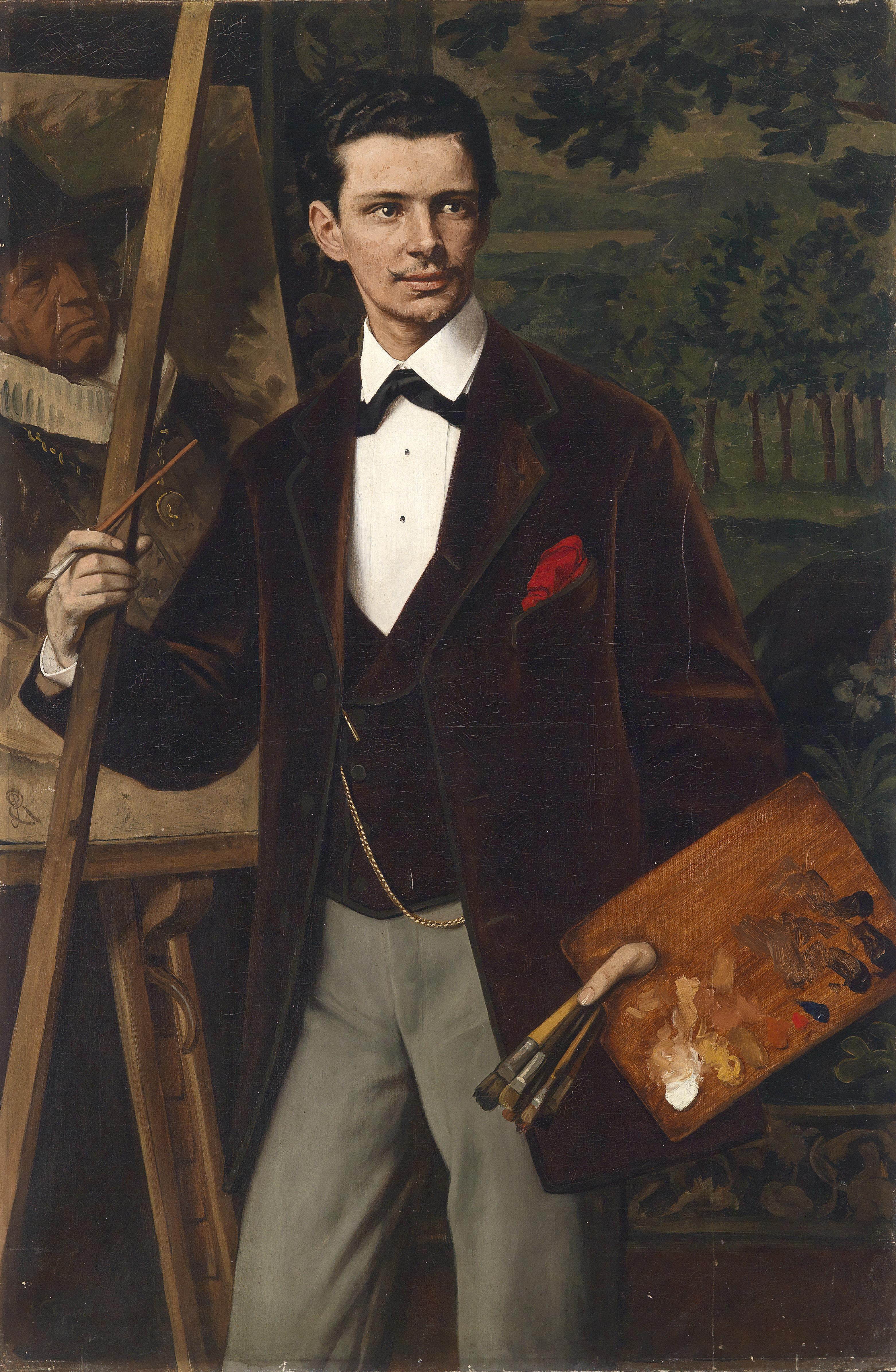
Портрет художника (1881)
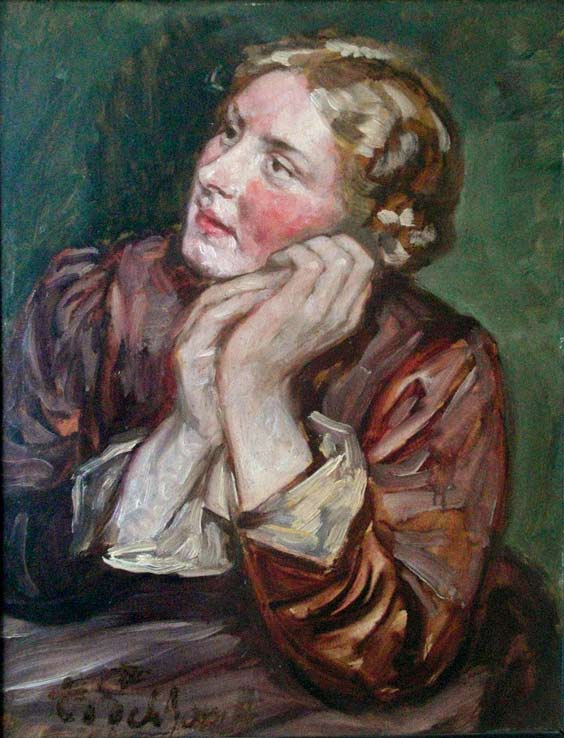
Женский портрет
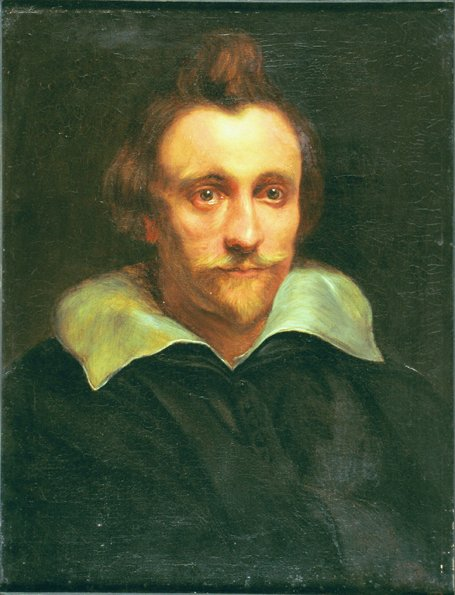
Мужской портрет